# Rudolf Ganahl
Rudolf Ganahl (16. června 1833 Feldkirch – 17. září 1910 Feldkirch) byl rakouský podnikatel a politik německé národnosti z Vorarlberska, v 2. polovině 19. století poslanec Říšské rady.

## Biografie
Působil jako továrník ve Feldkirchu.
Jeho otcem byl průmyslník a politik Carl Ganahl (1807–1889). Rudolf vystudoval na Univerzitě v Gießenu. Získal titul doktora filozofie v oboru chemie. Působil v rodinném textilním podniku Carl G. & Co.
Byl aktivní i veřejně a politicky. V letech 1868–1888 a 1895–1901 zasedal v obecním zastupitelstvu ve Feldkirchu. Od roku 1872 byl členem místní školní rady. V letech 1891–1910 působil ve funkci prezidenta obchodní komory ve Vorarlbersku (v této funkci vystřídal svého otce). Získal Řád železné koruny.
Byl také poslancem Říšské rady (celostátního parlamentu Předlitavska), kam nastoupil v prvních přímých volbách roku 1873 za kurii městskou a obchodních a živnostenských komor ve Vorarlbersku, obvod Bregenz, Feldkirch atd. / Feldkirch. Slib složil 5. listopadu 1873, rezignaci oznámil na schůzi 22. října 1878. V roce 1873 se uvádí jako Rudolf Ganahl, majitel továrny, bytem Feldkirch. V roce 1873 zastupoval v parlamentu provládní blok Ústavní strany (centralisticky a provídeňsky orientované), v jehož rámci patřil k mladoliberální skupině (poslanecký Klub pokroku).
Zemřel v září 1910 po dlouhé nemoci.